# Alagoinhas Transportes Públicos
Alagoinhas Transportes Públicos (mais conhecida pela sigla ATP) é uma empresa brasileira de transporte coletivo urbano sediada em Alagoinhas, cidade do estado da Bahia. Pertence ao mesmo grupo da empresa Nova Viação Transportes, da cidade de Simões Filho.

## História
Em 2011, a BTU, junto com a Viação Rio Vermelho, empresas de transporte coletivo de Salvador, conseguiram o contrato de concessão de transporte público na cidade de Alagoinhas, por meio da empresa Alagoinhas Transportes Públicos. Durante a preparação da empresa, a expectativa era que a Rio Vermelho participaria do projeto, mas a mesma acabou saindo do quadro societário da empresa. Com isso, a BTU ficou encarregada de trazer ao município 30 veículos com a configuração requisitada pela prefeitura. A empresa iniciou suas atividades na cidade em 3 de novembro de 2011, substituindo as linhas que foram deixadas pela Viação Sol de Abrantes (VSA).
Em 2018, a empresa traz mais veículos para sua frota. Adquiriu da Plataforma Transportes (concessionária do sistema Integra, em Salvador) alguns veículos Marcopolo Torino 2007 Volkswagen e trouxe, da CSN Transportes, outro lote de micro-ônibus do modelo Neobus Thunder Plus Agrale com configuração executiva (que pertenciam a frota da BTU) para realizar linhas intermunicipais.
Em 17 de março de 2021, a empresa deixa de fazer parte do Grupo Knittel e é vendida para José dos Santos, sócio da Nova Viação Transportes, de Simões Filho.

## Controvérsias
A empresa é alvo de críticas da população por conta da idade de sua frota, o que prejudica a qualidade dos serviços. Muitos dos veículos são oriundos da BTU, o que faz com que alguns tenham mais do que 5 anos de fabricação, que é o limite obrigatório da cidade. Além disso, os veículos sofrem constantemente com panes, que podem causar riscos aos usuários do serviço.